# Морияма, Масахито
Масахито Морияма (род. 14 декабря 1953, Нисиномия, Хиого) — японский политик (ЛДП), был членом Палаты представителей с 2005 по 2009 и с 2012 по 2024 год, в последнее время от блока пропорционального представительства Кинки, а с 2023 по 2024 год в составе 2-го кабинета Фумио Кисиды. С 2023 по 2024 год был министром образования и науки в переформированном 2-м кабинете Кисиды и министром образования, культуры, спорта, науки и технологий.

## Биография
После окончания юридического факультета Токийского университета Морияма стал государственным служащим в Министерстве транспорта, с 2001 года — в Министерстве земли и транспорта, где в последнее время занимал должность главы департамента. В 2005 году завершил свою карьеру государственного служащего, чтобы заняться активной политической деятельностью.
В избирательном округе Хёго 1 Палаты представителей депутат от ЛДП Кейсуке Сунада покинул партию из-за скандала с пожертвованиями в 2004 году. Морияма стал кандидатом от ЛДП в Хёго 1 на выборах в Палату представителей в 2005 году и победил, набрав около 43 % голосов против демократа Хадзимэ Исии и четырёх других кандидатов, включая Сунаду как независимого. В 2009 году на выборах против ЛДП он потерпел поражение от демократа Масаэ Идо. В 2012 году он с большим отрывом победил в Хёго 1 против Нобухико Исака и Идо и вернулся в Палату представителей. Он победил в этом округе только в 2017 году; в 2014 и 2021 годах он проиграл Исаке, но смог получить место в ЛДП по пропорциональному представительству в Кинки, потерпев в каждом случае относительно небольшое поражение.
С 2019 по 2020 год, в Палате представителей, Морияма был председателем Комитета по социальным вопросам и труду. В правительстве он был парламентским секретарем в министерстве юстиции во втором кабинете Абэ с 2012 по 2013 год и заместителем министра в министерстве юстиции с 2015 по 2017 год (первая и вторая перестановки третьего кабинета Абэ), занимая при этом должность в кабинете министров.
В сентябре 2023 года премьер-министр Фумио Кисида назначил Морияму министром культуры и науки во время перестановок в кабинете министров. Он оставался на этом посту до смены правительства в октябре 2024 года. На последовавших вскоре выборах в Палату представителей в 2024 году он потерпел явное поражение от Исаки (КДП, 44 %) и пяти других кандидатов в избирательном округе Хёго-1, набрав 22 % голосов, и, таким образом, также явно пропустил переизбрание на выборах по пропорциональному представительству в Кинки (18-е место в списке с шестью местами для ЛДП).